# Cuité
Cuité este un oraș în Paraíba (PB), Brazilia.